# Portulaca umbraticola
Portulaca umbraticola är en portlakväxtart som beskrevs av Carl Sigismund Kunth. Portulaca umbraticola ingår i släktet portlaker, och familjen portlakväxter.

## Underarter
Arten delas in i följande underarter:
- P. u. coronata
- P. u. lanceolata
- P. u. umbraticola

## Bildgalleri

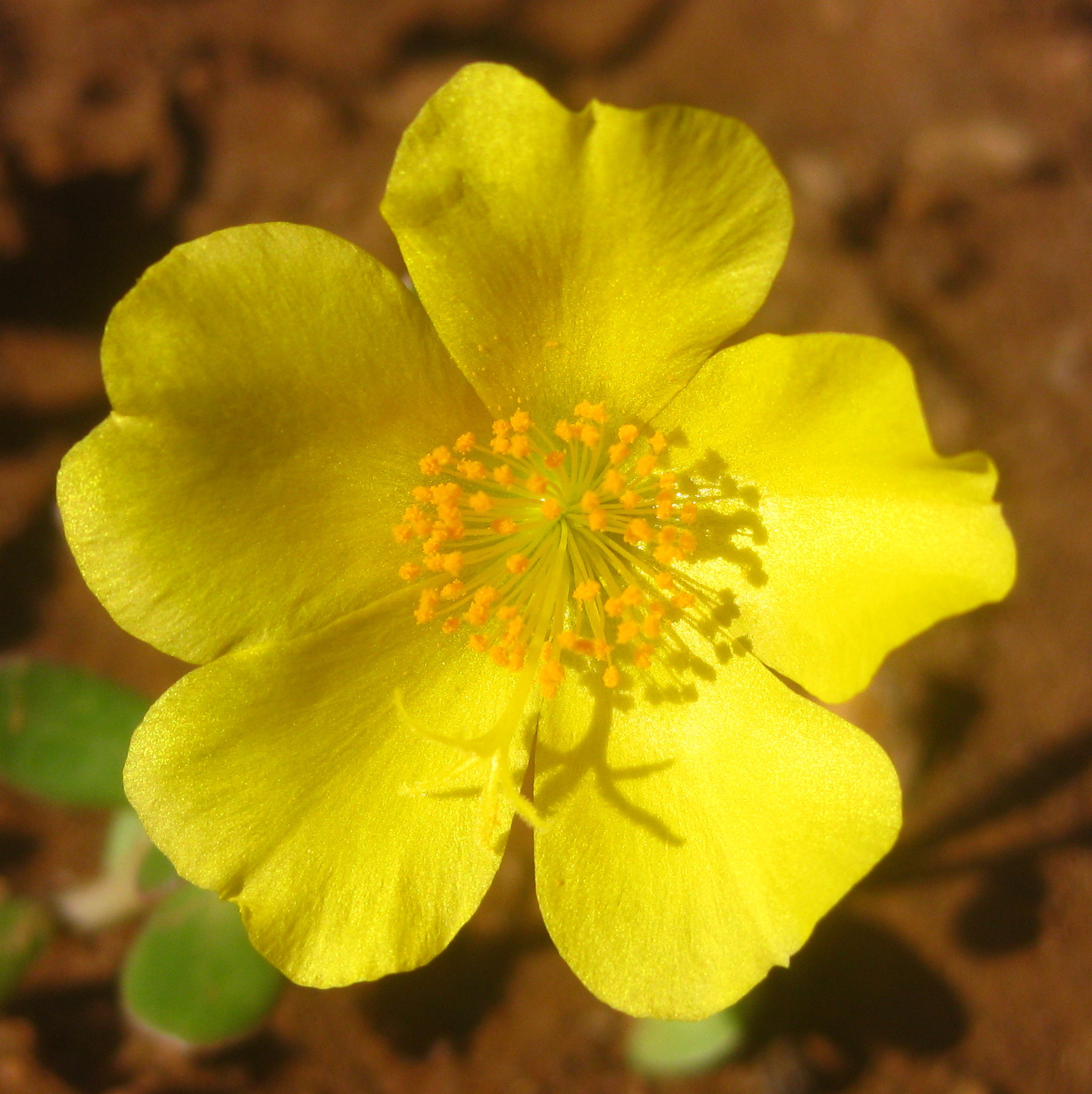
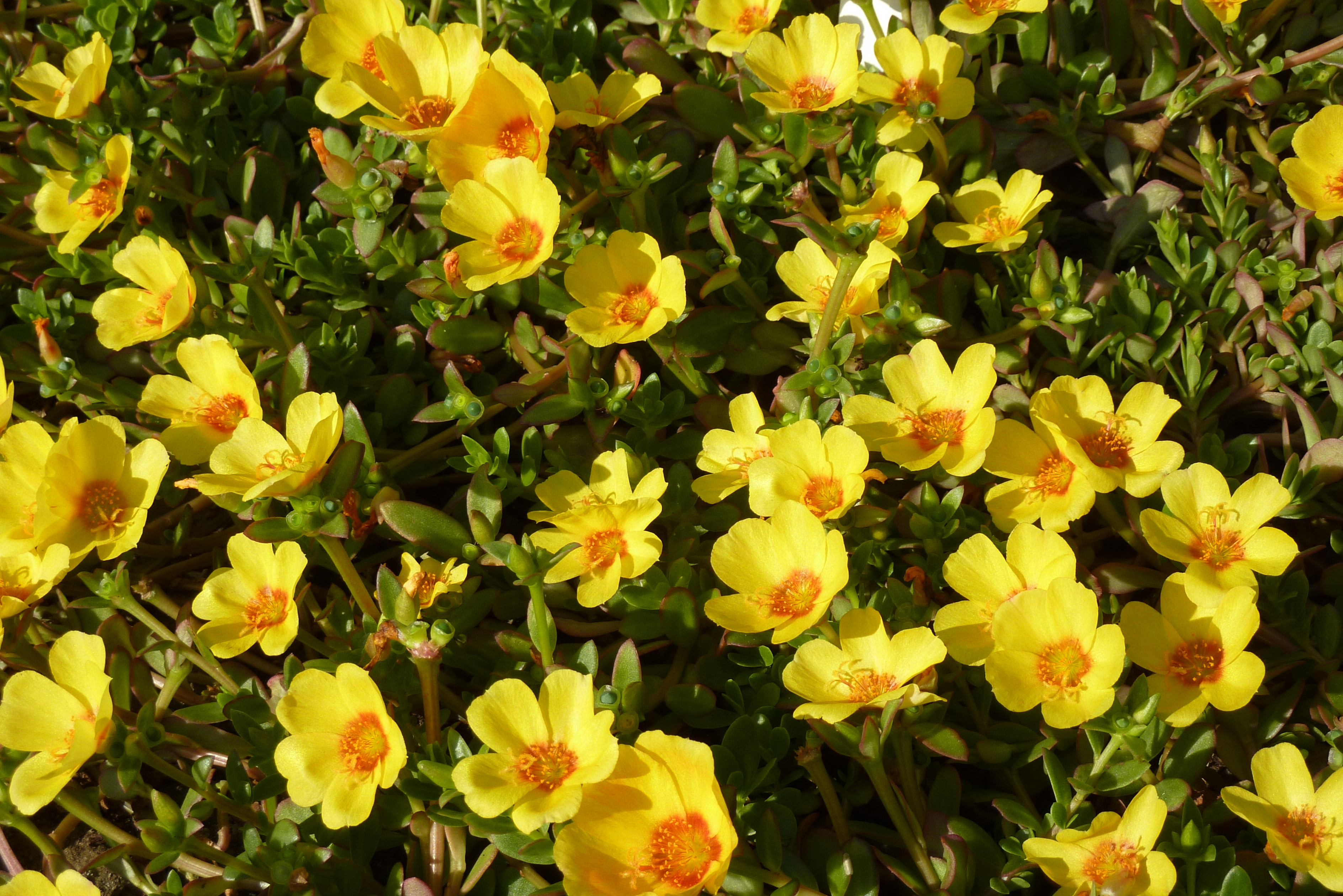
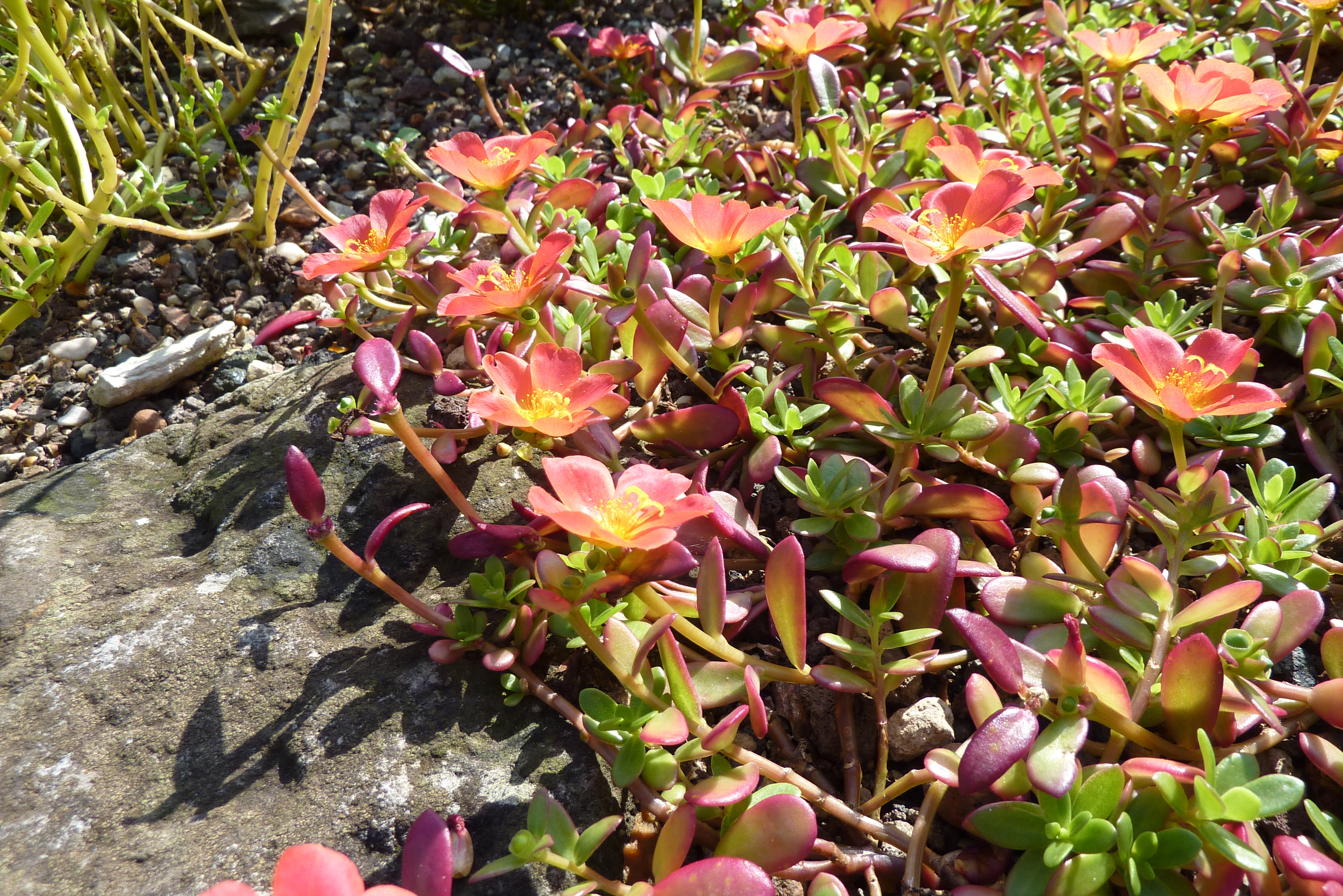
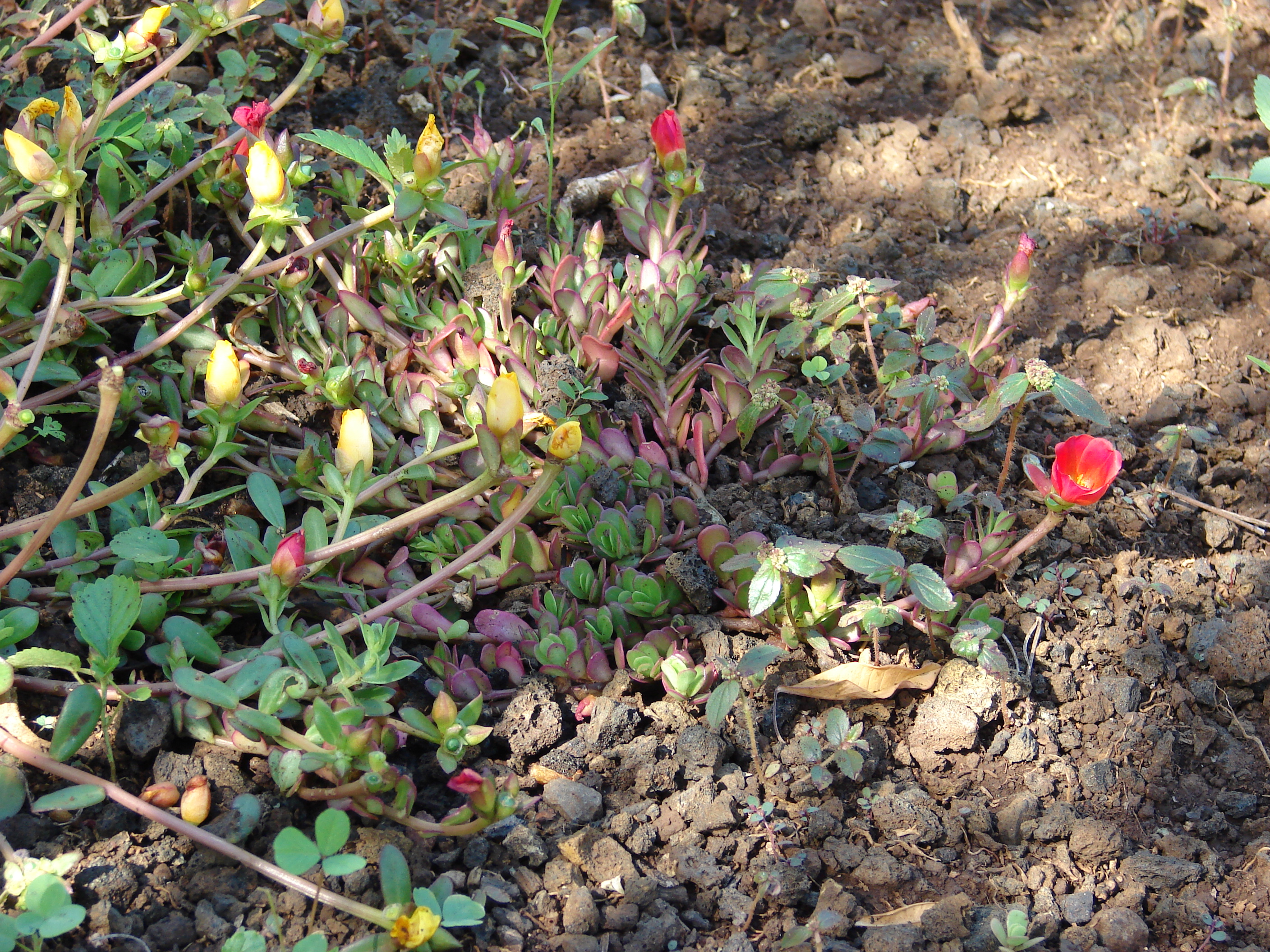
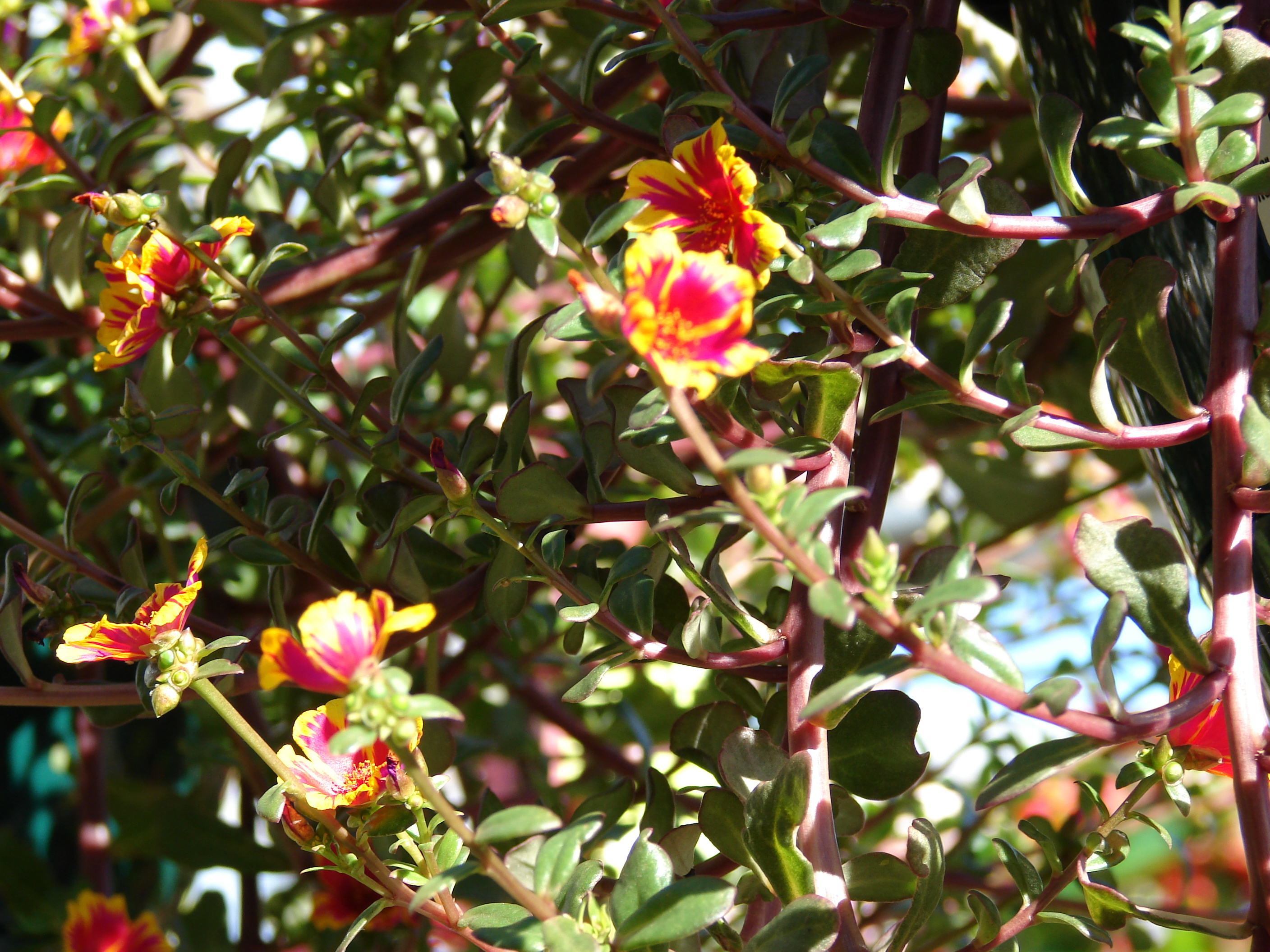
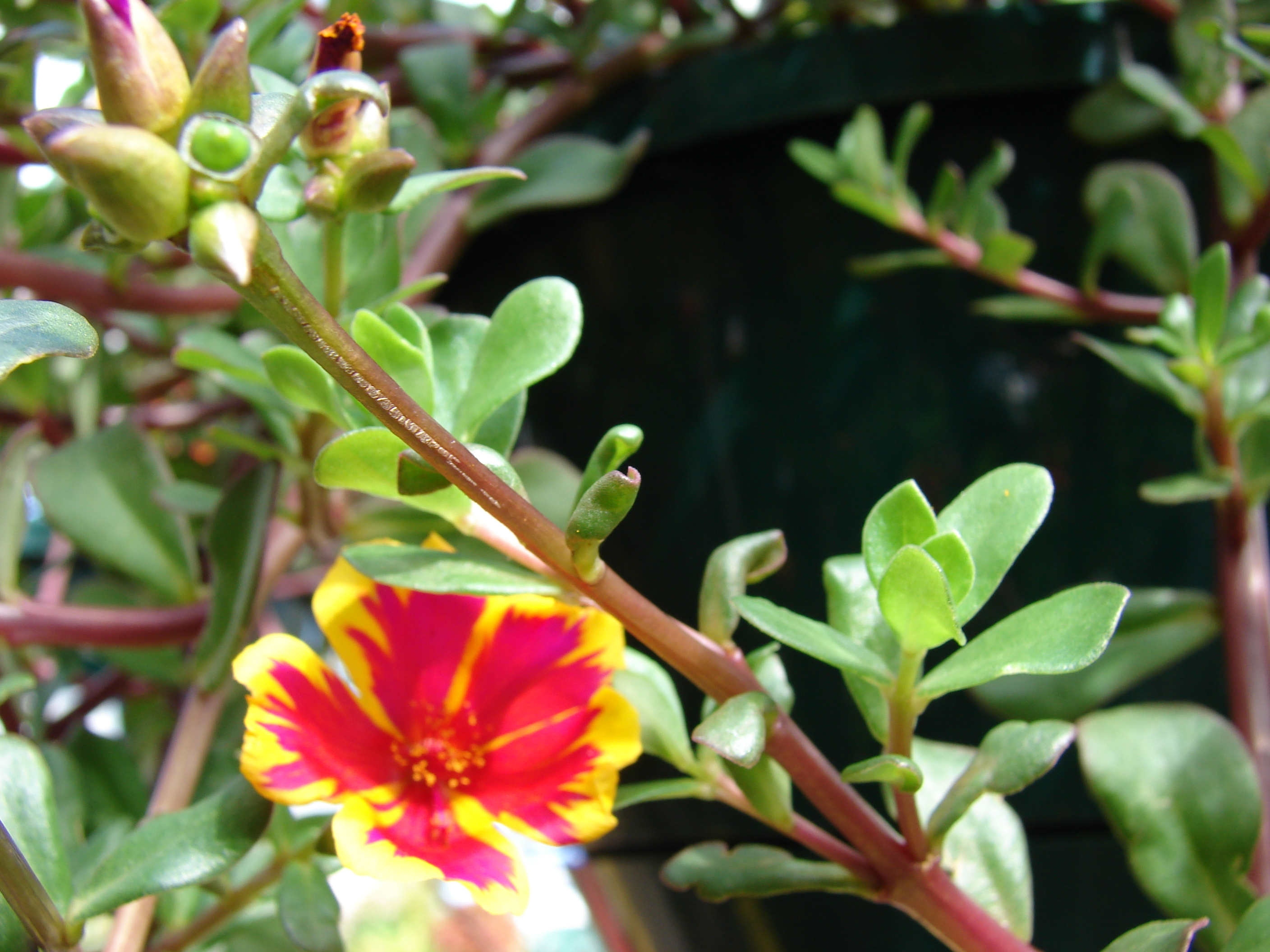